# Brunnhartshausen
Brunnhartshausen est une ancienne commune allemande de l'arrondissement de Wartburg, Land de Thuringe.

## Géographie
Brunnhartshausen se situe dans la région naturelle de l'Auersberger Kuppenrhön, au sud du Gläserberg et au sud-est de l'Arnsberg, au nord le Waltersberg.
La commune comprend le quartier de Steinberg.
| Gerstengrund Geisa | Dermbach         |                 |
| Schleid            | Brunnhartshausen | Neidhartshausen |
| Kaltennordheim     | Empfertshausen   | Zella/Rhön      |

## Histoire
Brunnhartshausen est mentionné pour la première fois en 1145.